# Chiretolpis keensis
Chiretolpis keensis là một loài bướm đêm thuộc phân họ Arctiinae, họ Erebidae.